# Kirche St. Martin (Kilchberg)

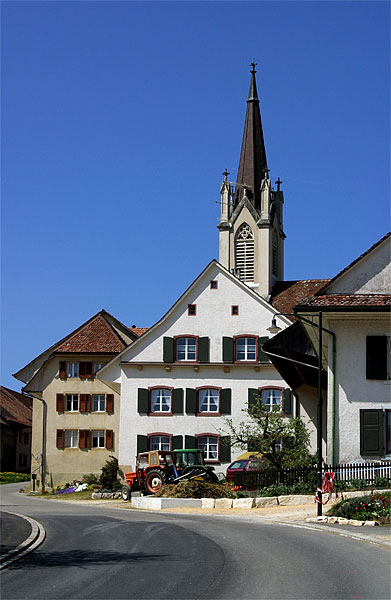
Der Kirchturm von St. Martin

Die Kirche St. Martin in Kilchberg ist ein neugotisches Kirchengebäude im Kanton Basel-Landschaft. St. Martin ist im Besitz der reformierten Kirchgemeinde. Die Kirche steht seit 1976 unter Denkmalschutz und wird geführt in der Liste  der  Kulturgüter von nationaler Bedeutung im Kanton Basel-Landschaft.

## Geschichte

### Ursprünge
Die Kirche steht unter dem Patrozinium des fränkischen Bischofs Martin von Tours. Der erste christliche Kilchberger Sakralbau geht somit bis in die Zeit der fränkischen Alemannen-Mission zurück.

### Mittelalter
Im Jahre 1276 wurde die Kirche ersturkundlich erwähnt. Etwa 1400 wurde das Kirchenschiff auf die heutigen Ausmasse vergrössert. Noch aus vorreformatorischer Zeit stammen die beiden kleinen spätmittelalterlichen Fenster in der Westwand.

### Reformation und Neuzeit
Kilchberg nahm 1529 die Reformation an. In den Jahren 1867/1868 wurde die Kirche abgerissen, nur der Turm blieb bestehen. Der Architekt Paul Reber errichtete den heutigen Bau im einheitlich neugotischen Stil. Ein Grossteil der Arbeit wurde in Frondienst geleistet. Der einheimische Kaufmann Rudolf Zwilchenbart, Sohn eines Kilchberger Pfarrers, zahlte 70 % der angefallenen Baukosten.
1887 wurde in die Kirche eine im Stil der Spätromantik geschaffene Orgel eingebaut. Orgelbauer war Carl Weigle. Zwischen 1974 und 1976 wurde die Kirche einer archäologischen Untersuchung unterzogen. In dem Zusammenhang wurde sie auch restauriert. 2013/2014 erfolgte eine Aussenrenovation der Kirche, 2014 die Revision der Orgel.

## Turm und Glocken
Im 1619 errichteten Turm, der knapp 35 Meter hoch ist, hängen vier Glocken. Sie sind gestimmt auf die Töne es, g, b und c. Die drei kleineren wurden 1868 gegossen, während die grösste 1975 gefertigt wurde.
Die Glocken tragen folgende Inschriften:
- es-Glocke: Friede sei mit euch.
- g-Glocke: Drei Schwestern verbunden zu einem Klang, erheben den Sang, drei Schwestern, sie zu laden zu einigem Gang.
- b-Glocke: Altes Erz zu neuem Guss, altte Liebe neu beleben, alles stirbt, doch bleiben muss uns das Heil, das Gott gegeben.
- c-Glocke: Von der Familie Zaeslin.

## Kirchliche Organisation
Die Kirchgemeinde Kilchberg-Rünenberg-Zeglingen ist Teil der Evangelisch-reformierten Kirche des Kantons Basel-Landschaft. Sie gehört zum Dekanat I Farnsburg-Homburg.